# George Wanderley
George Souto Maior Wanderley (Paraíba, 12 de setembro de 1996) é um atleta de vôlei de praia, campeão Mundial sub-19 e sub-21, entrou para a história quando conquistou uma medalha de bronze no Circuito Open Banco do Brasil e tornou-se o atleta mais novo a subir ao pódio, com apenas 18 anos. Em 2014, após 12 anos sem títulos para o Brasil, ele conquistou o título de Campeão Mundial sub 19. Aos 19 anos foi campeão mundial Sub 21, na Suiça, e estava entre as 10 melhores duplas do vôlei de praia brasileiro. Aos 20 foi campeão de uma etapa 2 estrelas do circuito mundial adulto em Espinho e ficou entre as 5 melhores duplas nacionais no ano de 2017.

## Carreira
O paraibano George começou a praticar vôlei de praia influenciado pelo pai, que desde criança o incentivou a praticar esportes. Aos 14 anos George iniciou seus treinamentos de vôlei de Praia nas areias do Cabo Branco em João Pessoa, Paraíba.
Inspirado por outros atletas da região que treinavam em João Pessoa, como Zé Marco, Ricardo, Álvaro Filho e Vitor Felipe. Em 2012 foi convocado pela primeira vez para as seleções de base, permanecendo durante dois meses no Centro de Desenvolvimento do Voleibol, em Saquarema. Após esta convocação, veio seu primeiro título importante: Campeão Brasileiro Sub-19, com 16 anos de idade. Após a conquista desses títulos, decidiu investir no esporte como carreira, e se profissionalizar.
Nas categorias de base, atuou com Pedro Henrique, filho do campeão olímpico Ricardo, conquistando vários títulos, como o de Campeão do Circuito Brasileiro Sub-19 de Vôlei de Praia em 2014. Ao lado de Arthur Lanci, participou de competições internacionais e foi campeão Mundial Sub-19 (2014), recuperando o título para o Brasil após 12 anos.  
Sua carreira na categoria Adulta foi iniciada ao lado do paulista Guto, com quem participou do Circuito Nacional. Em 2015, firmou parceria com o, também paraibano, Jô conquistando seu primeiro pódio no Circuito Brasileiro de Vôlei de Praia Open, rendendo a George o título de atleta mais jovem a subir ao pódio no Circuito Brasileiro Open do Banco do Brasil, aos 18 anos. Ao lado do bloqueador Thiago, com quem conquistou títulos importantes para sua carreira, venceu pela primeira vez o Circuito Brasileiro Open do Banco do Brasil e superou os campeões Olímpicos Alison e Bruno Schimdt.
Em 2016 formou dupla com Arthur Lanci para a edição do Campeonato Mundial de Vôlei de Praia Sub-21 em Lucerna e conquistaram a medalha de ouro.
Atualmente, está entre os 10 melhores atletas de vôlei de praia do país, atuando ao lado do jogador Olímpico Pedro Solberg.

## Títulos e resultados
| Temporada | Data (d/m/a) | Campeonato                                       | Local (Cidade, País)            | Colocação | Parceiro       |
| --------- | ------------ | ------------------------------------------------ | ------------------------------- | --------- | -------------- |
| 2023      | 27/10/2023   | Jogos Pan-Americanos                             | Santiago, Chile                 | 1º        | André Stein    |
| 2018      | 04/03/2018   | Campeonato Mundial de Voleibol de Praia 5*       | Fort Lauderdale, Estados Unidos | 4º        | Pedro Solberg  |
| 2017/2018 | 26/01/2018   | Circuito Brasileiro de Vôlei de Praia Open       | Fortaleza, Brasil               | 5º        | Pedro Solberg  |
| 2018      | 21/01/2018   | Circuito Sul-Americano                           | Nova Viçosa, Brasil             | 4º        | Ricardo Santos |
| 2017/2018 | 19/11/2017   | Circuito Brasileiro de Vôlei de Praia Open       | Itapema, Brasil                 | 2º        | Pedro Solberg  |
| 2017/2018 | 22/10/2017   | Circuito Brasileiro de Vôlei de Praia Open       | Natal, Brasil                   | 3º        | Pedro Solberg  |
| 2017/2018 | 16/09/2017   | Circuito Brasileiro de Vôlei de Praia Open       | Campo Grande, Brasil            | 5º        | Pedro Solberg  |
| 2017/2018 | 12/08/2017   | Circuito Brasileiro de Vôlei de Praia Challenger | Rio de Janeiro, Brasil          | 1º        | Thiago Barbosa |
| 2017      | 30/07/2017   | Campeonato Mundial de Voleibol de Praia 2*       | Espinho, Portugal               | 1º        | Vitor Felipe   |
| 2017      | 23/07/2017   | Campeonato Mundial de Voleibol de Praia 4*       | Olsztyn, Polônia                | 25º       | Vitor Felipe   |
| 2017      | 02/07/2017   | Campeonato Mundial de Voleibol de Praia 5*       | Porec, Croácia                  | -         | Vitor Felipe   |
| 2017      | 18/06/2017   | Campeonato Mundial de Voleibol de Praia 3*       | The Hague, Holanda              | 9º        | Vitor Felipe   |
| 2016/2017 | 07/05/2017   | Circuito Brasileiro de Vôlei de Praia Open       | Niterói, Brasil                 | 4º        | Thiago Barbosa |
| 2016/2017 | 30/04/2017   | Circuito Brasileiro de Vôlei de Praia Superpraia | Niterói, Brasil                 | 4º        | Thiago Barbosa |
| 2016/2017 | 09/04/2017   | Circuito Brasileiro de Vôlei de Praia Open       | Vitória, Brasil                 | 4º        | Thiago Barbosa |
| 2016/2017 | 19/03/2017   | Circuito Brasileiro de Vôlei de Praia Open       | Maceió, Brasil                  | 5º        | Thiago Barbosa |
| 2016/2017 | 19/02/2017   | Circuito Brasileiro de Vôlei de Praia Open       | Aracaju, Brasil                 | 9º        | Thiago Barbosa |
| 2017      | 12/02/2017   | Circuito Sul-Americano                           | Coquimbo, Chile                 | 3º        | Arthur Lanci   |
| 2016/2017 | 29/01/2017   | Circuito Brasileiro de Vôlei de Praia Open       | João Pessoa, Brasil             | 1º        | Thiago Barbosa |
| 2016/2017 | 11/12/2016   | Circuito Brasileiro de Vôlei de Praia Open       | São José, Brasil                | 5º        | Thiago Barbosa |
| 2016/2017 | 20/11/2016   | Circuito Brasileiro de Vôlei de Praia Open       | Curitiba, Brasil                | 5º        | Thiago Barbosa |
| 2016/2017 | 30/10/2016   | Circuito Brasileiro de Vôlei de Praia Open       | Uberlândia, Brasil              | 13º       | Thiago Barbosa |
| 2016/2017 | 16/10/2016   | Circuito Brasileiro de Vôlei de Praia Open       | Brasília, Brasil                | 5º        | Thiago Barbosa |
| 2016/2017 | 25/09/2016   | Circuito Brasileiro de Vôlei de Praia Open       | Campo Grande, Brasil            | 5º        | Thiago Barbosa |
| 2016/2017 | 06/09/2016   | Circuito Brasileiro de Vôlei de Praia Sub-23     | Rio de Janeiro, Brasil          | 1º        | Arthur Lanci   |
| 2016/2017 | 28/08/2016   | Grand Slam                                       | Long Beach, Estados Unidos      | 25º       | Thiago Barbosa |
| 2016      | 16/05/2016   | Campeonato Mundial de Voleibol de Praia Sub-21   | Lucerne, Suíça                  | 1º        | Arthur Lanci   |
| 2016/2017 | 08/05/2016   | Circuito Brasileiro de Vôlei de Praia Open       | João Pessoa, Brasil             | 13º       | Jô             |
| 2016/2017 | 01/05/2016   | Circuito Brasileiro de Vôlei de Praia Open       | Fortaleza, Brasil               | 5º        | Jô             |
| 2016      | 24/04/2016   | Circuito Brasileiro de Vôlei de Praia Open       | Fortaleza, Brasil               | 2º        | Jô             |
| 2016      | 24/04/2016   | Circuito Brasileiro de Vôlei de Praia Open       | Fortaleza, Brasil               | 2º        | Jô             |
| 2016      | 17/04/2016   | Circuito Sul-Americano                           | Asunción, Paraguai              | 3º        | Vinicius       |
| 2016      | 28/02/2016   | Circuito Brasileiro de Vôlei de Praia Open       | Maceió, Brasil                  | 9º        | Thiago Barbosa |
| 2016      | 21/02/2016   | Circuito Brasileiro de Vôlei de Praia Open       | Natal, Brasil                   | 5º        | Jô             |
| 2016      | 31/01/2016   | Circuito Brasileiro de Vôlei de Praia Open       | Niterói, Brasil                 | 5º        | Jô             |
| 2015      | 06/12/2015   | Circuito Brasileiro de Vôlei de Praia Open       | Curitiba, Brasil                | 5º        | Jô             |
| 2015      | 18/10/2015   | Jogos Universitários Brasileiros                 | Uberlândia, Brasil              | 1º        |                |
| 2015      | 06/09/2015   | Circuito Brasileiro de Vôlei de Praia Open       | Rio de Janeiro, Brasil          | 25º       | Jô             |
| 2014      | 03/08/2014   | Campeonato Mundial de Voleibol de Praia Sub-19   | Porto, Portugal                 | 1º        | Arthur Lanci   |
| 2014      | 17/08/2014   | Jogos Olímpicos da Juventude                     | Naquim, China                   | 5º        | Arthur Lanci   |
| 2014      | 05/10/2014   | Circuito Brasileiro de Voleibol de Praia Sub-19  | João Pessoa, Brasil             | 2º        | Pedro Santos   |
| 2014      | 31/10/2014   | Jogos Universitários Brasileiros (JUBs)          | Aracaju, Brasil                 | 2º        | Thiago Neves   |
| 2013      | 26/09/2013   | Jogos Sul-Americanos da Juventude                | Peru                            | 3º        | Matheus        |
| 2013      | 14/07/2013   | Campeonato Mundial de Voleibol de Praia Sub-19   | Porto, Portugal                 | 17º       | Renato         |
| 2013      | 24/02/2013   | Circuito Sub-19 Banco do Brasil Verão            | João Pessoa, Brasil             | 1º        | Pedro Santos   |
| 2012      | 20/01/2012   | Circuito Paraibano Sub-17 de Vôlei de Praia      | João Pessoa, Brasil             | 1º        | Caio Freire    |
| 2012      | 02/06/2012   | Circuito Brasileiro de Voleibol de Praia Sub-19  | Rio de Janeiro, Brasil          | -         | Jonas          |

## Prêmios individuais
- 2017 - Melhor Jogador da Partida, final da etapa do Circuito Brasileiro de Vôlei de Praia Open, em João Pessoa